# Montañas Talysh
Las montañas Talysh (Talish: Tolışə Bandon, persa: کوههای تالش, romanizado: Kuhhâye Tâleš; azerbaiyano: Talış dağları) es una cadena montañosa situada en el extremo sureste de Azerbaiyán y en el extremo noroeste de Irán, dentro de las provincias de Ardabil y Guilán.
Son una subcordillera del noroeste de las montañas  Alborz que corren a lo largo del sur del mar Caspio en la meseta iraní .

## Geografía
Las montañas Talysh se extienden hacia el sureste desde las tierras bajas de Lankaran en el sureste de Azerbaiyán hasta la parte inferior del río Sefid ( río Blanco ) en el noroeste de Irán.
Algunos picos se elevan por encima de los 3.000 m.

### Geología
Geológicamente, la cordillera Talish está formada principalmente por depósitos volcánicos sedimentarios del Cretácico Tardío con una franja de rocas del Paleozoico y una franja de rocas del Triásico y Jurásico en las partes sur, ambas en dirección noroeste-sureste.

## Ecología
La precipitación anual máxima en las montañas Talysh es de entre 1.600 mm hasta 1.800 mm, que a lo largo de las tierras bajas de Lankaran es la precipitación más alta tanto en Azerbaiyán como en Irán. Las húmedas tierras bajas costeras semisubtropicales a lo largo del mar Caspio, incluida la tierra baja de Lankaran, se encuentran en la base oriental de las montañas.
Las montañas Talysh están cubiertas por bosques montanos y de tierras bajas. El área es parte de la ecorregión del bosque mixto hircano del Caspio
El tigre del Caspio solía aparecer en los montes Talysh.

## Galería

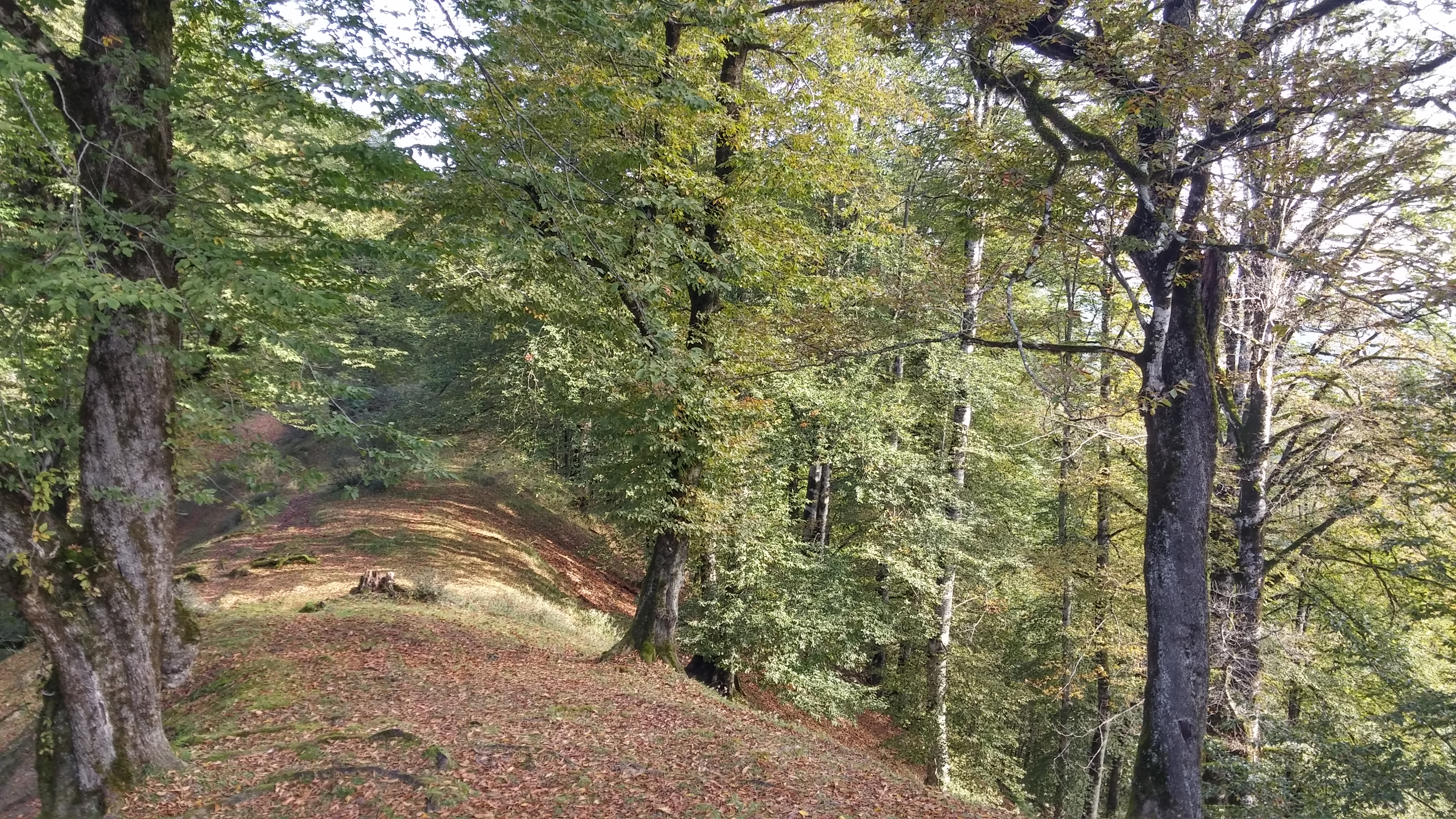
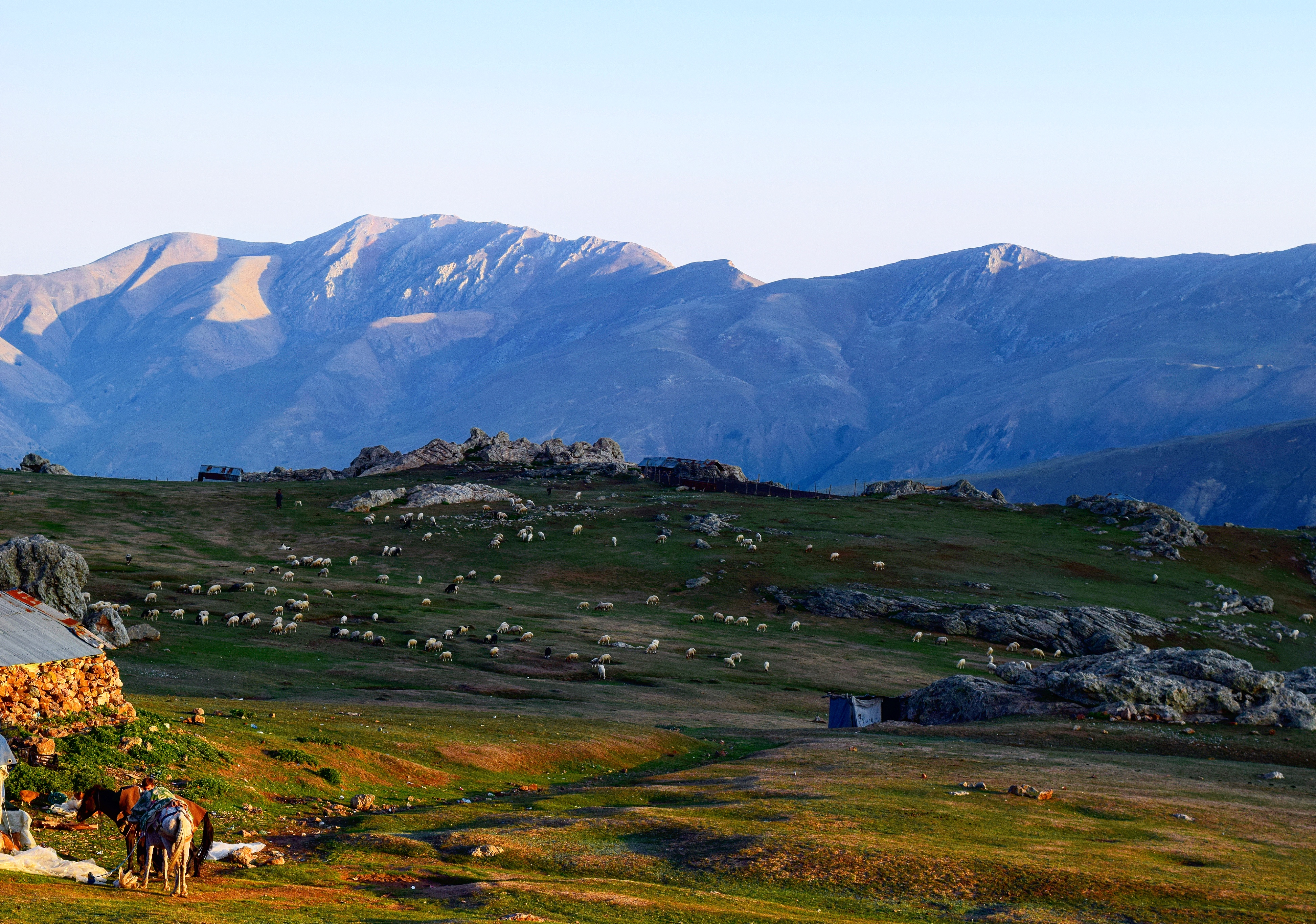
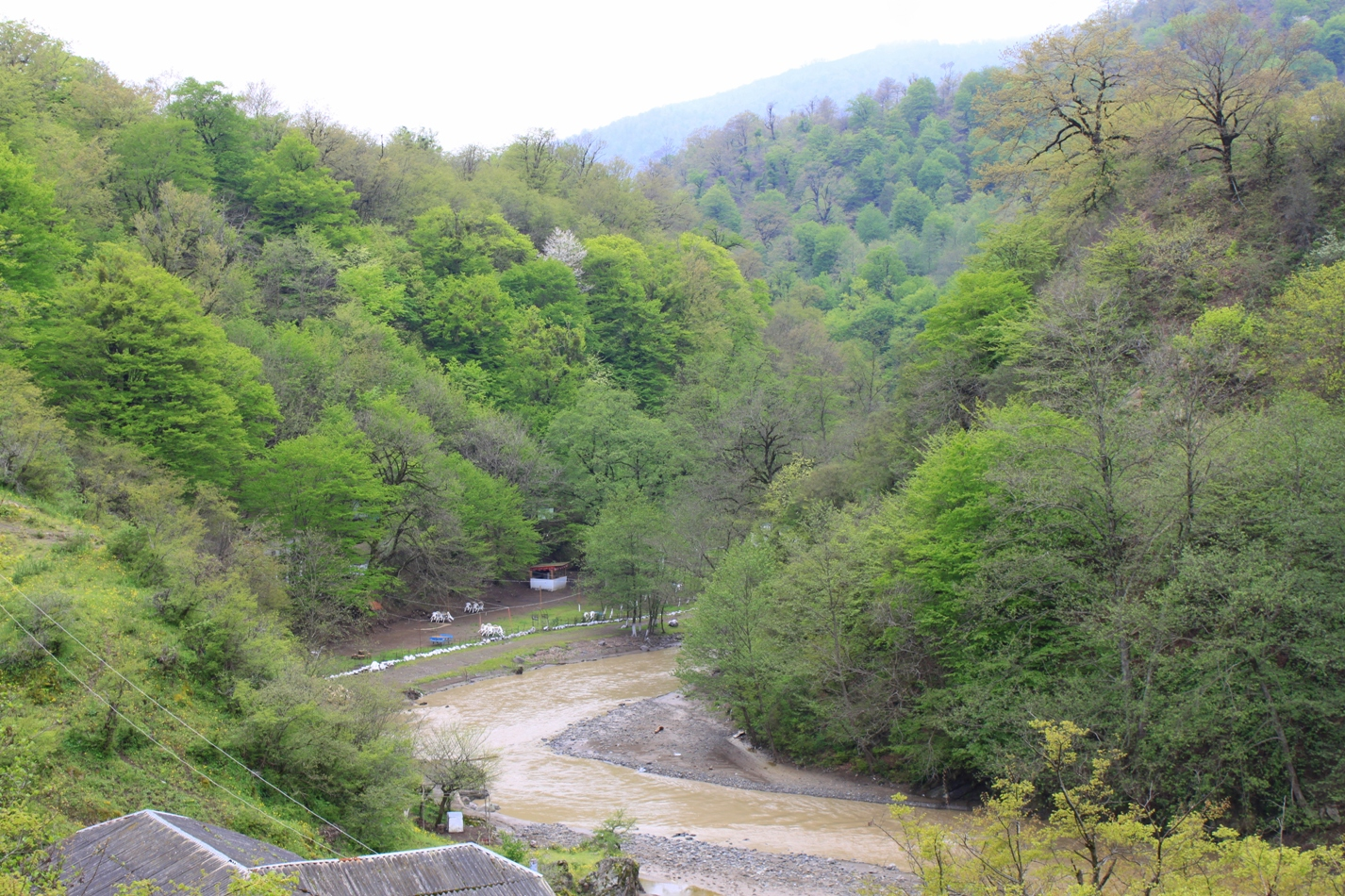